# Jean III de Nîmes
Pour les articles homonymes, voir Jean III.
Jean de Nîmes est un prélat du Moyen Âge, trentième évêque connu de Nîmes de 1113 à 1134.